# Аристагора (песник)
Аристагора (стгрч. Ἀρισταγόρας) био је старогрчки писац.

## Биографија
Вероватно је родом из Милета. Датум његовог рођена није са сигурношћу утврђен.
Написао је драму чији се наслов обично преводи на енглески као „Blockhead“, „Nincompoop“ или „Simpleton“ (Μαμμακυθος) за коју неки историчари претпостављају да је била адаптација постојеће драме „Breezes" (Αυραι) аутора Метагена. Оне су наведене у неким изворима као засебне и различите представе, а чини се да неки извори указују да се ради о истом комаду.
Уопштено говорећи, постоји извесна конфузија око идентитета ове личности на основу фрагмената које поседујемо у спису који је наводно његов (или би требало да буде његов). Његову драму „Simpleton” неколико извора приписује Платону, а постоји и одређена забуна са Метагеном. Постоје и неки фрагменти драме са овим насловом за које није наведен аутор.